# Pădureni (Timiș)

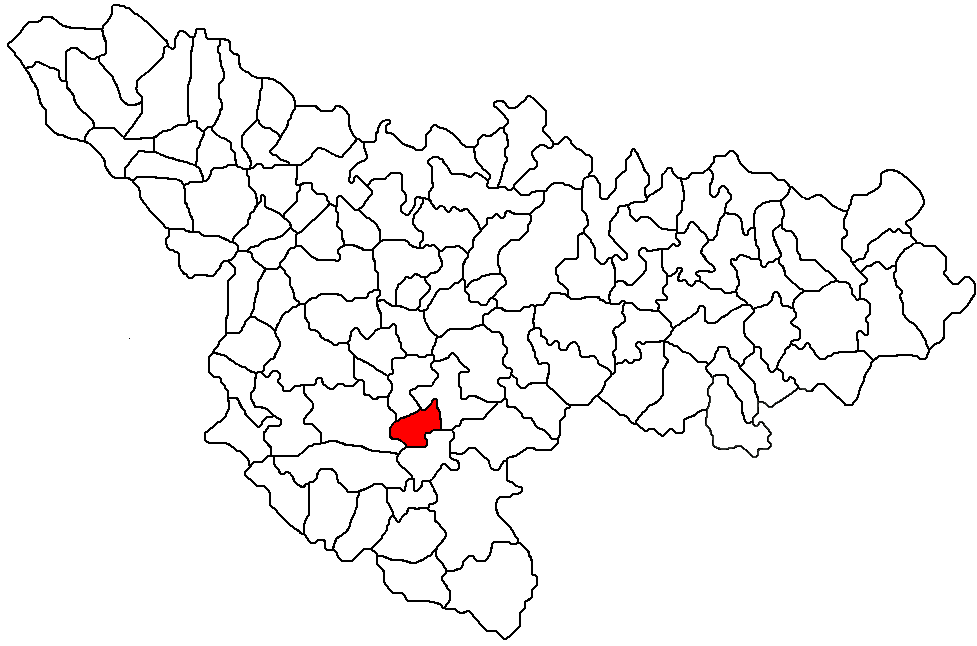
Lage von Pădureni im Kreis Timiș

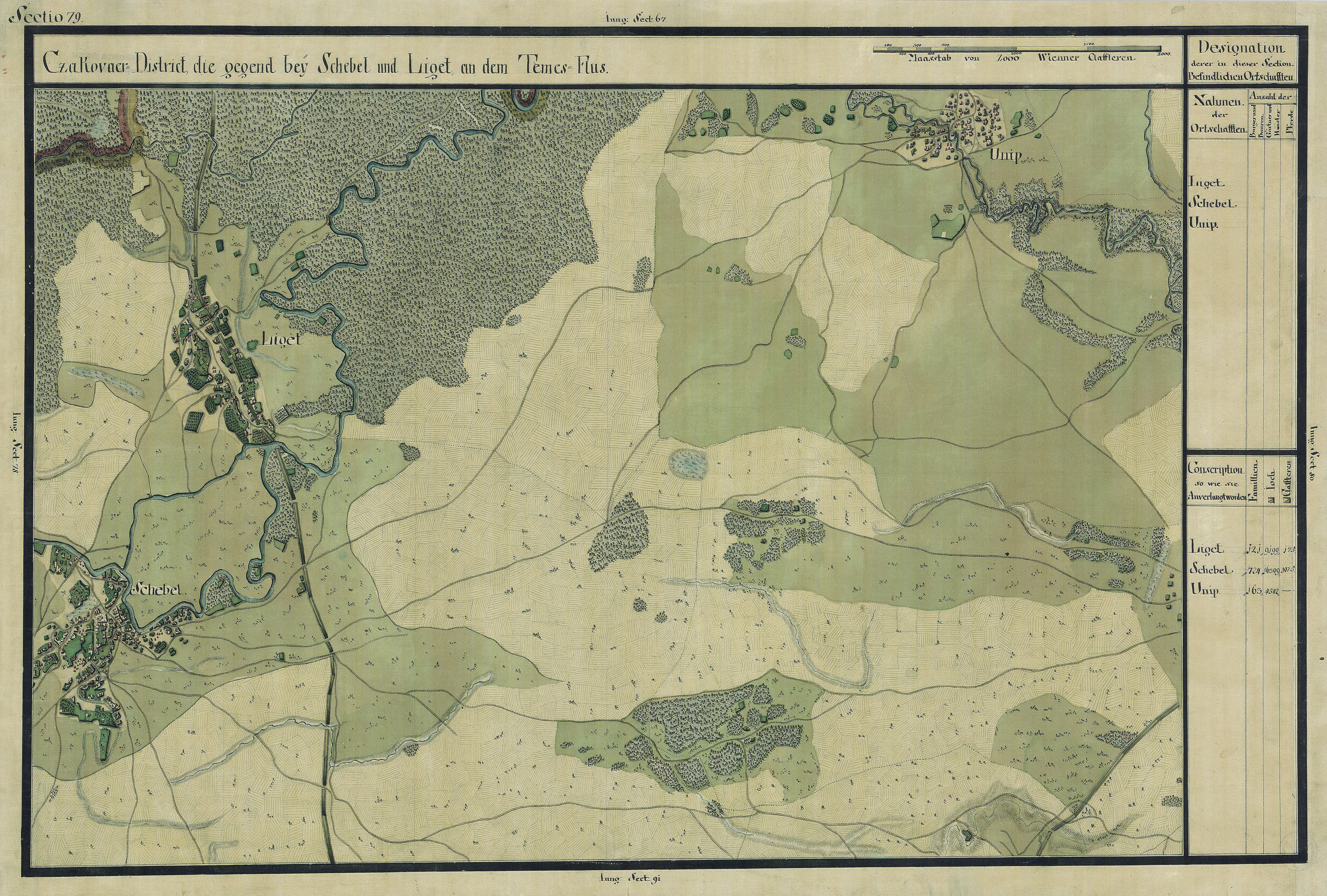
Lighed auf der Josephinischen Landaufnahme (1769–1772)

Pădureni (bis 1964 Lighed; ungarisch Lighed, Temeslighed, serbisch-kyrillisch Општина Педурени) ist eine Gemeinde im Kreis Timiș, in der Region Banat, im Südwesten Rumäniens.

## Geografische Lage
Pădureni liegt 20 Kilometer südlich von Timișoara, an der Nationalstraße DN59 Timișoara-Stamora Moravița.

## Nachbarorte
| Parța     | Șag                                         | Giroc          |
| Peciu Nou | Kompassrose, die auf Nachbargemeinden zeigt | Stamora Română |
| Obad      | Jebel                                       | Liebling       |

## Geschichte
Eine erste urkundliche Erwähnung des Ortes stammt aus dem Jahr 1332 unter der Bezeichnung Legvid. Während der Türkenherrschaft (1590) tauchte die Bezeichnung Ligit auf. Zur Zeit der Habsburgermonarchie (1761) wurde Lighed und Temeslighed (ungarisch: Lighed=Wäldchen) mit 312 Schornsteinen erwähnt. Lighet gehörte im Jahr 1870 zum Komitat Temes, Distrikt Ciacova. 1890 war Lighet Gemeindesitz.
Am 4. Juni 1920 wurde das Banat infolge des Vertrags von Trianon dreigeteilt. Der größte, östliche Teil, zu dem auch Lighet gehörte, fiel an das Königreich Rumänien. Infolge der Agrarreform von 1921 erhielten die besitzlosen Einwohner von Lighet 500 Joch Weideland. Durch das Bodenreformgesetz vom 23. März 1945, das die Enteignung der deutschen Bauern in Rumänien vorsah, erhielten die besitzlosen Bauern aus Lighet Land zugeteilt.
Anfang der 1950er Jahre wurde die Kollektivierung der Landwirtschaft eingeleitet. Durch das Nationalisierungsgesetz vom 11. Juni 1948, das die Verstaatlichung aller Industrie- und Handelsbetriebe, Banken und Versicherungen vorsah, fand die Enteignung aller Wirtschaftsbetriebe statt.
Bis 1964 war Lighed die amtliche Ortsbezeichnung, danach erhielt der Ort den Namen Pădureni. Seit dem 1. Januar 2004 ist Pădureni, durch Ausgliederung aus der Gemeinde Jebel (Schebel), eine eigenständige Gemeinde.

## Demografie
Die Bevölkerungsentwicklung der Gemeinde Pădureni:
| 1880 | 1568 | 1441 | 20 | 49 | 58            |
| 1910 | 1822 | 1611 | 62 | 66 | 83            |
| 1930 | 1698 | 1640 | 38 | 16 | 4             |
| 1977 | 2185 | 2086 | 23 | 5  | 71            |
| 2002 | 1623 | 1439 | 11 | 4  | 169           |
| 2021 | 2052 | 1786 | 14 | 3  | 249 (80 Roma) |